# Bolkiah Garrison
Bolkiah Garrison (malaiisch Bolkiah Garison, auch: Bolkiah Camp,) ist ein Militärstützpunkt in Berakas A, Bandar Seri Begawan, und dient als Hauptquartier des Ministry of Defence (MINDEF) und der Royal Brunei Armed Forces (RBAF) von Brunei. Am Stützpunkt werden internationale Verteidigungszusammenarbeit, bilaterale Manöver und viele weitere Planungen durchgeführt.

## Geschichte
Das Training Institute of the Royal Brunei Armed Forces (TI RBAF) wurde am 7. April 1969 gegründet und 1991 in die Penanjong Garrison verlegt. In der Bolkiah Garrison wurde am 2. Januar 1975 das Second Battalion zusammengestellt und zunächst, bis zur Eröffnung des Tutong Camp am 10. Mai 1976 in Tutong town, Tutong, dort stationiert. 1995 gab es eine kleine Garnison der British Forces Brunei in Bolkiah Camp die zum Training der einheimischen Soldaten abgeordnet waren.
2008 wurden Pläne gemacht um das Versammlungsgebäude (Surau) zu vergrößern, ein RBAF Museum einzurichten und zusätzliche Wohnungen für die Militärangehörigen zu bauen. Die Medical Reception Station (MRS) wurde 2018 eröffnet. Das Gebäude wurde von den Architekten von ALD Consultants entworfen. Am 21. März 2019 war das neu erbaute Bolkiah Gymnasium und die Multi-Purpose Hall Veranstaltungsort für die Eröffnungszeremonie der Ausstellung „Upgrading of the RBAF’s Identification Card and Security Enhancement Expo in Wawasan Brunei 2035“ (Entwicklungsplan 2035: Aufwertung der Ausweise der RBAF und Sicherheitsverbesserungen). Einer der Versuche, das Sicherheitssystem in der RBAF zu stärken, ist die Verbesserung des Personalausweises. Anlässlich des 58. Jahrestages der Royal Brunei Armed Forces (RBAF) am 30. Juni 2019 nahmen 1.058 Militärangehörige aus allen drei Truppengattungen der RBAF an einer jährlichen Parade in der Bolkiah-Garnison teil.

## Einrichtungen
Die wichtigsten Einrichtungen der Kaserne sind:
- Royal Brunei Armed Forces Museum[11]
- Medical Reception Station[8]
- Ministry of Defence Building[12]
- Bolkiah Gymnasium und Multi-Purpose Hall[9]
- Performance Optimisation Centre[13]
- Dewan Gerak Badan[14]
- Officer’s Mess[15]
- Surau Ad Difa’ Bolkiah Garison[16]
- Joint Force Headquarters[4]
- Sultan Haji Hassanal Bolkiah Institute of Defence & Strategic Studies Library, Bolkiah Garrison[17]

## Galerie

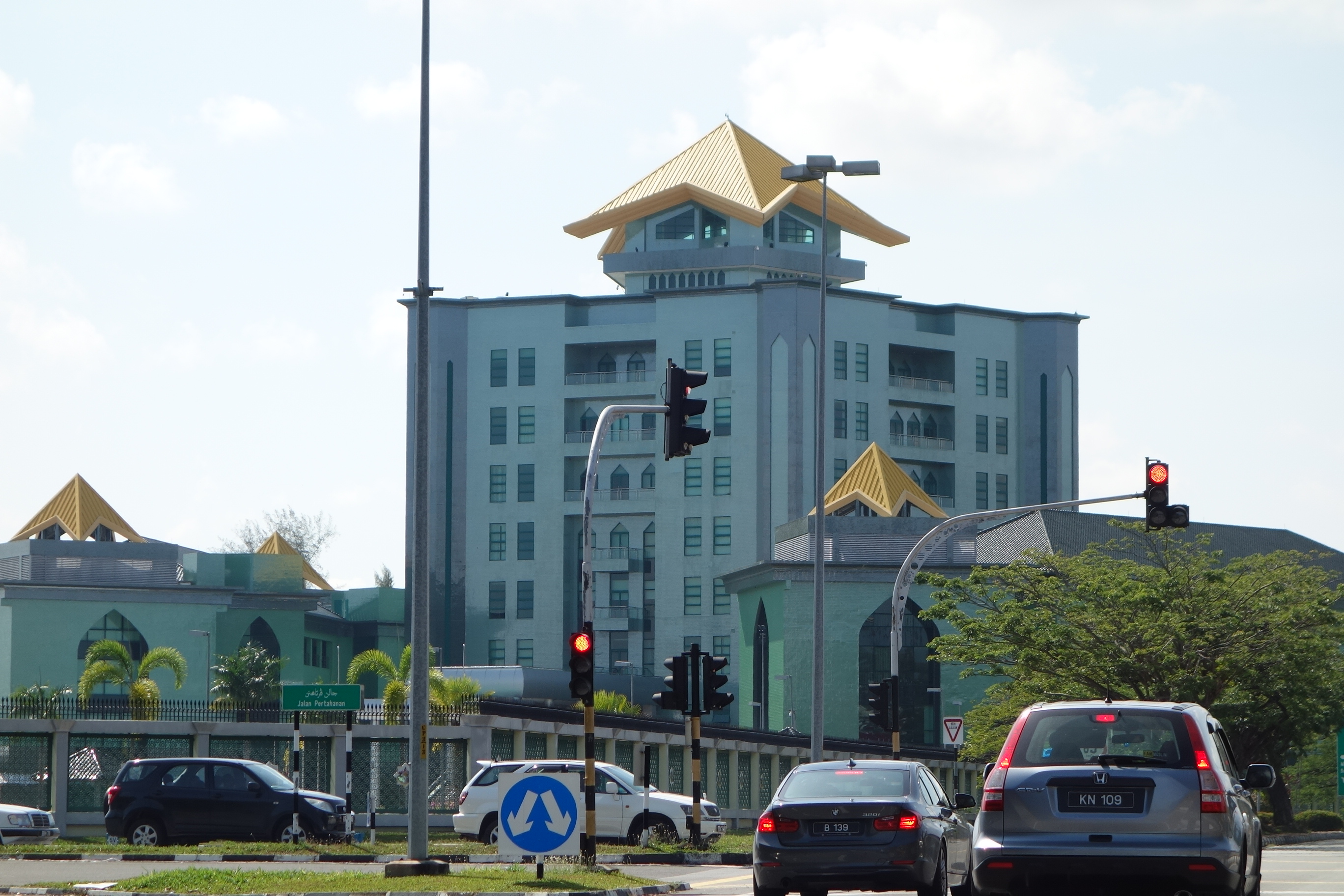
Ministry of Defence Building
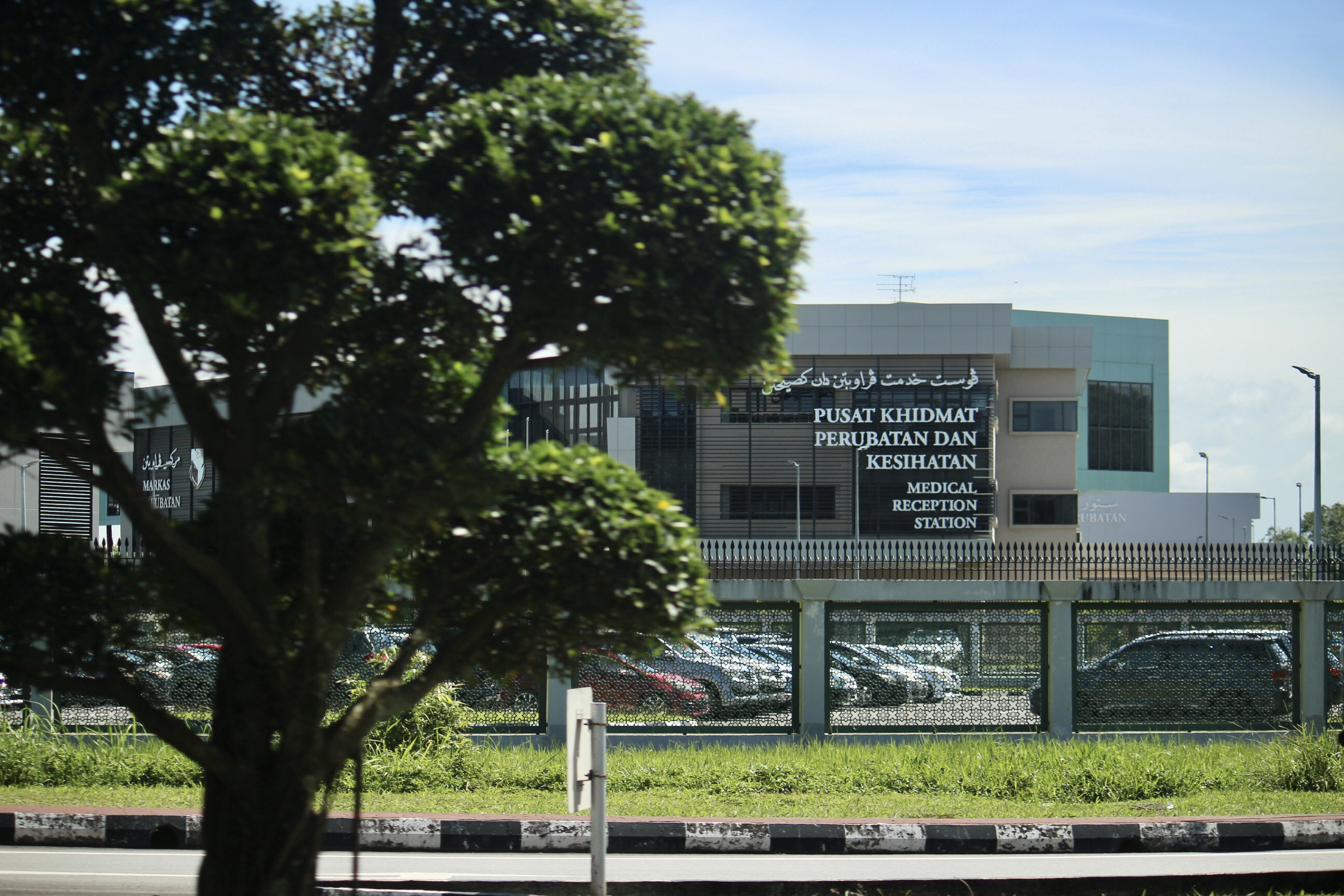
Medical Reception Station
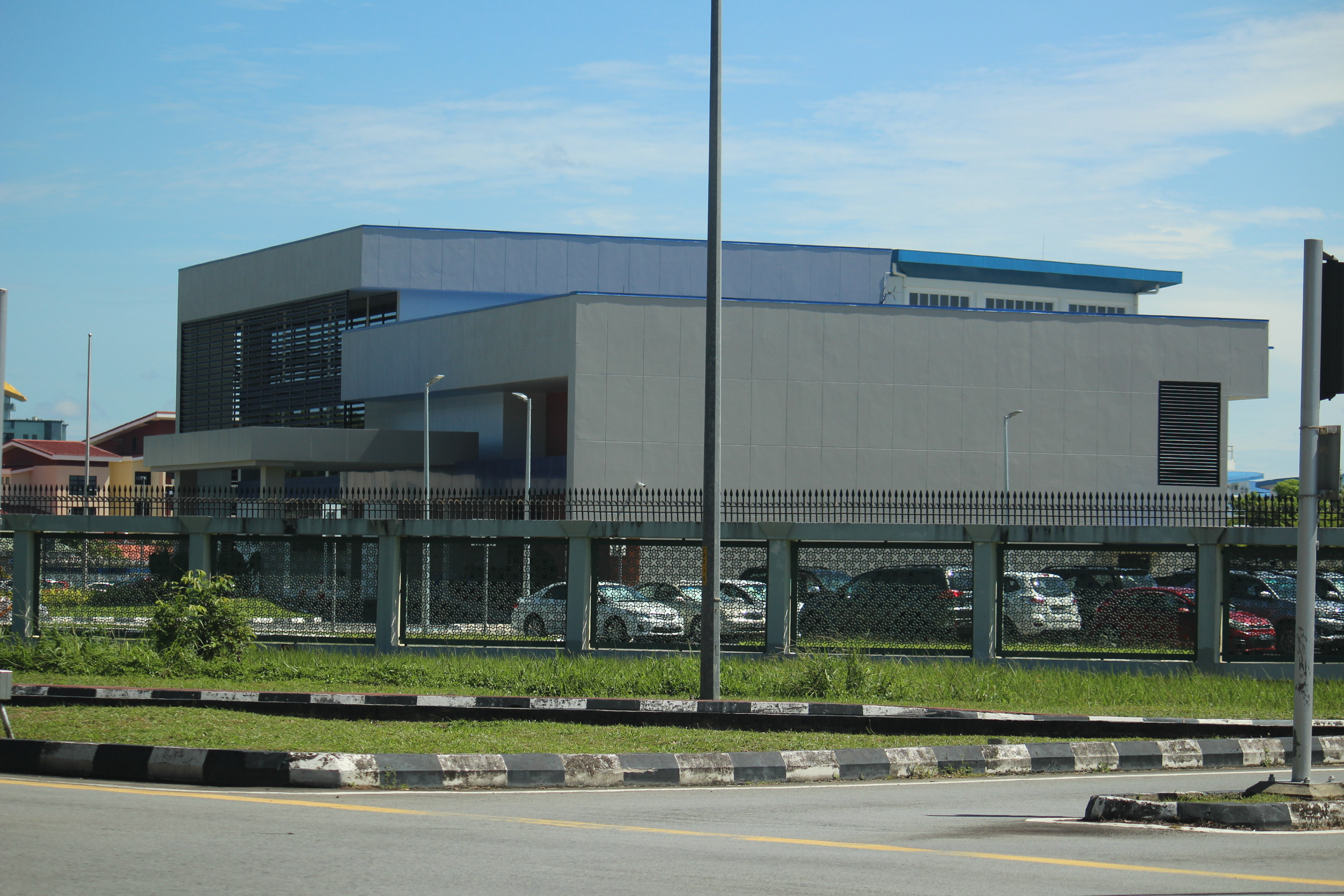
RBAF Recruitement Office
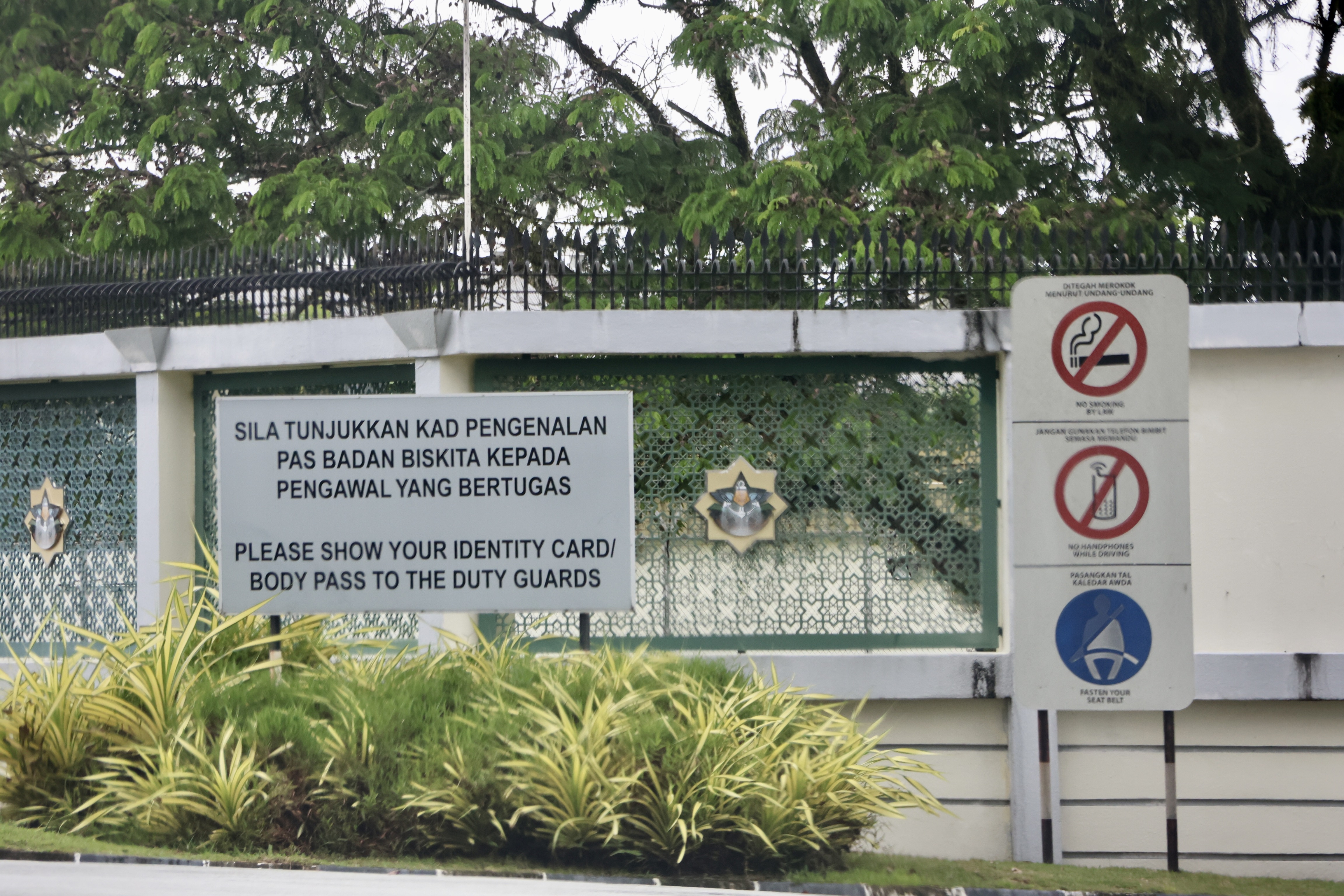
Eingang der Bolkiah Garrison